# Breath of Fire III
Breath of Fire III (ブレスオブファイアⅢ, Buresu obu Faia Surī) é um jogo de RPG desenvolvido e publicado pela Capcom para PlayStation. Originalmente lançado no Japão em 1997, o jogo fora lançado na América do Norte e na Europa em 1998.[carece de fontes?] Este é o terceiro episódio da série Breath of Fire, e o primeiro a apresentar os ambientes e os recursos em três dimensões, além de vários novos elementos de jogabilidade, como um sistema de combate mais completo, a capacidade de aprender habilidades inimigas, e a interação com o meio ambiente. Em 2005, Breath of Fire III foi relançado para o PlayStation Portable no Japão e na Europa em 2006 (somente em inglês).
O jogo se passa em um mundo imaginário, na companhia de Ryu, um rapaz com a incrível habilidade de transformar-se em um dragão, que precisa descobrir suas verdadeiras origens e encontrar seus amigos desaparecidos, Rei e Teepo. O cenário é apresentado em duas partes: uma com Ryu criança e outra com ele adolescente. Ryu é acompanhado por muitos aliados que o ajudarão durante a jornada que levará o mundo a uma batalha contra uma deusa maquiavélica. Apesar do sucesso modesto na época, o jogo tem sido descrito como um "clássico" do PlayStation.

## Mundo do jogo
A aventura em Breath of Fire III se desenrola em um mundo de fantasia que se assemelha à Europa Medieval, porém apresentando alguns contrastes, como a presença de tecnologias avançadas. Habitado por seres humanos e animais antropomórficos, o mundo adquiriu muitos avanços científicos com a descoberta de "Chrys", um mineral raro, com propriedades mágicas encontradas em restos fossilizados de dragões. No entanto, as formas superiores de tecnologia, como robôs e outras máquinas complexas, são encontrados principalmente fora, espalhadas ao redor do mundo por uma razão desconhecida. Grande parte do enredo do jogo envolve encontrar a verdade sobre estas tecnologias estranhas e desvendar o mistério do repentino desaparecimento dos dragões.

## Personagens
Ryu e seus companheiros são os personagens principais de Breath of Fire III. Um grupo de aventureiros com personalidades distintas e habilidades únicas que serão fundamentais no decorrer do jogo. A história de Ryu é dividido em duas partes - na infância e na adolescência do herói - levando o jogador a procurar respostas sobre seu verdadeiro passado e o destino de seus amigos desaparecidos. Como descende de uma antiga raça de dragões, ele tem o estranho poder de se transformar de humano para dragão e vice-versa. Sua raça foi destruída há séculos pelos humanos e seu poder continua sendo um mistério para Ryu. Ele é acompanhado por outros personagens jogáveis, incluindo Nina, uma princesa alada do Reino de Wyndia e que possui grandes poderes mágicos; Rei, um ladrão especializado, membro da tribo Woren dos homens-tigres; Teepo, um bandido e órfão que sofre de amnésia, amigo de longa data de Rei; Momo, a filha de um famoso inventor, carrega uma bazuca telescópica; Garr, um guerreiro experiente, que lutou na guerra entre homens e dragões; Peco, um broto de plantas geneticamente modificadas e com uma forte conexão com a natureza. No início do jogo, só é possível jogar com Ryu. Os outros personagens serão apresentados no decorrer da jornada.
Esta distribuição é complementada por vários personagens, entre eles estão Balio e Sunder, irmãos e mercenários, de uma raça de homens-cavalos que prestam serviços a um poderoso senhor, são adversários frequentes de Ryu. Este nobre, Mikba, é líder de uma organização criminosa e tem a capacidade natural de se transformar em um demônio. Deis, que apareceu em Breath of Fire e Breath of Fire II sob o nome de Bleu, retorna como uma poderosa bruxa que conhece os segredos do passado. Myria, a antiga Deusa da Destruição dos dois episódios anteriores, é novamente a principal antagonista que há séculos, motivada pela preservação da humanidade, ordenou a morte dos dragões.
Tatsuya Yoshikawa, com o apoio da equipe de criação da Capcom, foram responsáveis pela criação dos personagens de Breath of Fire III. Os mesmos também ajudaram na criação dos personagens de Breath of Fire e Breath of Fire II. Mesmo com sua aparência final sendo utilizada em cartazes promocionais do jogo, muitos personagens são baseadas em desenhos de projetos inacabados e contém elementos que não estão na arte final do jogo, como Nina, Rei , Teepo e Ryu. Vários personagens de Breath of Fire III também aparecem em outros jogos da Capcom, incluindo seu sucessor Breath of Fire IV e Pocket Fighter.

## Sinopse
O jogo começa em uma mina de Chrys, localizada em um lugar remoto do mundo onde o mineral raro e poderoso é extraído a partir de restos fossilizados de dragões. Quando os mineradores decidem explodir uma grande pedra de chrys utilizando dinamites, um bebê dragão preservado, porém desgastado e confuso por séculos de hibernação emerge rapidamente e ataca os mineiros  que entram em pânico, até ser nocauteado e colocado a bordo de um trem para ser levado e ser estudado. Na saída da mina, o dragão se lança com sua gaiola para fora do trem, descendo pela colina e cai nos arredores de uma grande floresta, onde se transforma em um menino antes de voltar a perder a consciência. Algum tempo depois, ele é encontrado por Rei, um ladrão, membro da tribo Woren dos homens-tigres e por um órfão que o acompanhava e acredita que eles estão lidando com apenas mais uma criança abandonada.

## Recepção
O site IGN incluiu o jogo na posição de número 62 no ranking dos "100 melhores RPGs de todos os tempos" (Top 100 RPGs of All Time).